# 维特里勒克鲁瓦塞
维特里勒克鲁瓦塞（法語：Vitry-le-Croisé，法語發音：[vitʁi lə kʁwaze]）是法国奥布省的一个市镇，属于特鲁瓦区。

## 地理
维特里勒克鲁瓦塞（48°8'42"N, 4°34'1"E）面积32.72 平方千米，位于法国大東部大區奥布省，该省份为法国中北部省份，北起马恩省，西接塞纳-马恩省，西南至约讷省，东南至科多尔省，东临上马恩省。
与维特里勒克鲁瓦塞接壤的市镇（或旧市镇、城区）包括：布利尼、尚皮尼奥勒-莱蒙德维尔、埃吉伊苏布瓦、隆普雷勒塞克、诺埃莱马莱、圣于萨日。

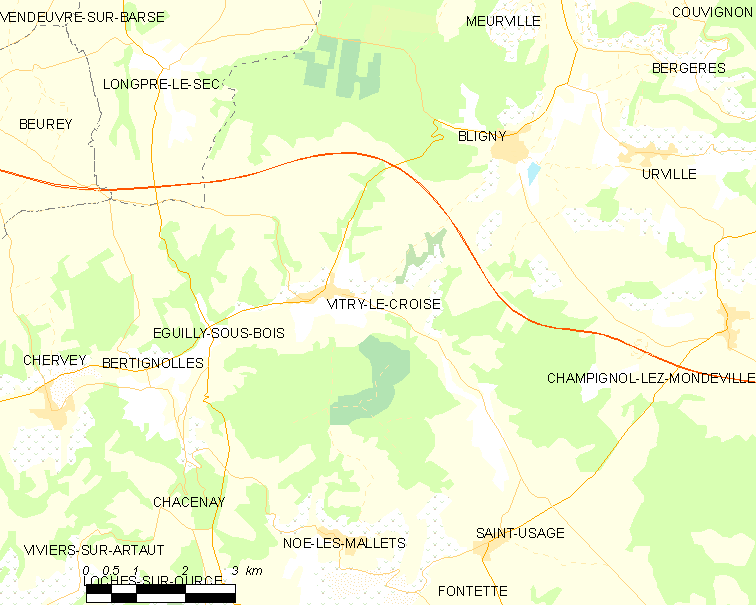
维特里勒克鲁瓦塞的OSM定位图

维特里勒克鲁瓦塞的时区为UTC+01:00、UTC+02:00（夏令时）。

## 行政
维特里勒克鲁瓦塞的邮政编码为10110，INSEE市镇编码为10438。

## 政治
维特里勒克鲁瓦塞所属的省级选区为塞纳河畔巴尔县。

## 人口

1962-2008年间维特里勒克鲁瓦塞人口变化图示

维特里勒克鲁瓦塞于2022年1月1日时的人口数量为224人。